# Euonymus dichotomus
Euonymus dichotomus е вид цъфтящо растение от семейство Чашкодрянови (Celastraceae), родом от Западни Гхати.